# Aardbeving Nieuw-Guinea april 2010
De aardbeving in Nieuw-Guinea op 17 april 2010 vond plaats om 23:15:24 UTC. Het epicentrum lag op ongeveer 35 kilometer ten noordoosten van Lae en 310 kilometer ten noorden van de nationale hoofdstad Port Moresby. De kracht bedroeg 6,2 op de schaal van Richter. Het hypocentrum lag op een diepte van 70,7 kilometer.
Januari: Salomonseilanden (3 januari) · Californië (10 januari) · Haïti (12 januari) -
Februari: Bougainville (1 februari) · Riukiu-eilanden (26 februari) · Chili (27 februari) -
Maart: Taiwan (4 maart) · Sumatra (5 maart) · Turkije (8 maart) · Chili (11 maart) · Japan (14 maart) · Obi-eilanden (14 maart) -
Mei: Sumatra (9 mei) · Vanuatu (27 mei) -
Juni: Papoea (16 juni) -
Oktober: Sumatra (25 oktober)